# Kříž u Poliz
Kříž u Poliz se nalézá nedaleko křižovatky u obce Polizy mezi Osicemi a Lhotou pod Libčany v okrese Hradec Králové.

## Popis
Jedná se o vysoký litinový kříž s korpusem Krista umístěným na pískovcovém podstavci mezi třemi lípami a čtyřmi pískovcovými sloupky. Na čelní straně podstavce se nalézá reliéf představující ženskou postavu v bohatě řaseném rouchu. Kříž byl postaven roku 1840 na náklady manželů Jana a Kateřiny Pluhovských z Poliz, což je doloženo věnováním na zadní straně podstavce.
Okolí kříže představuje vynikající vyhlídkové místo. K severu se od vyhlídky nabízí výhled na Zvičinu a Krkonoše, k východu na Hradec Králové a k jihu na Kunětickou horu a Železné hory. Okolo kříže prochází cyklotrasa KČT č. 4198 a je zde umístěno odpočinkové místo s lavičkami.

## Galerie

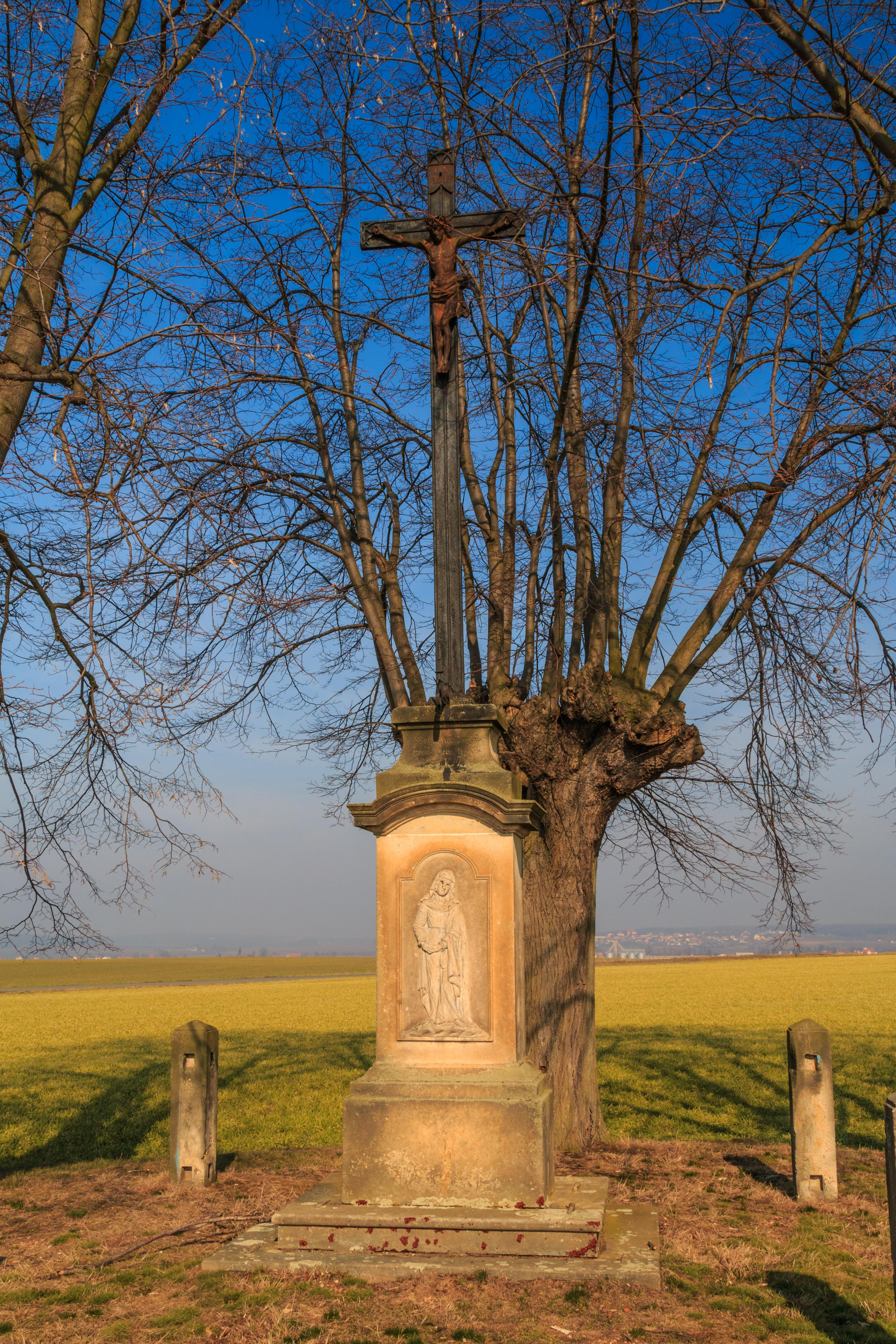
Kříž u vesnice Polizy
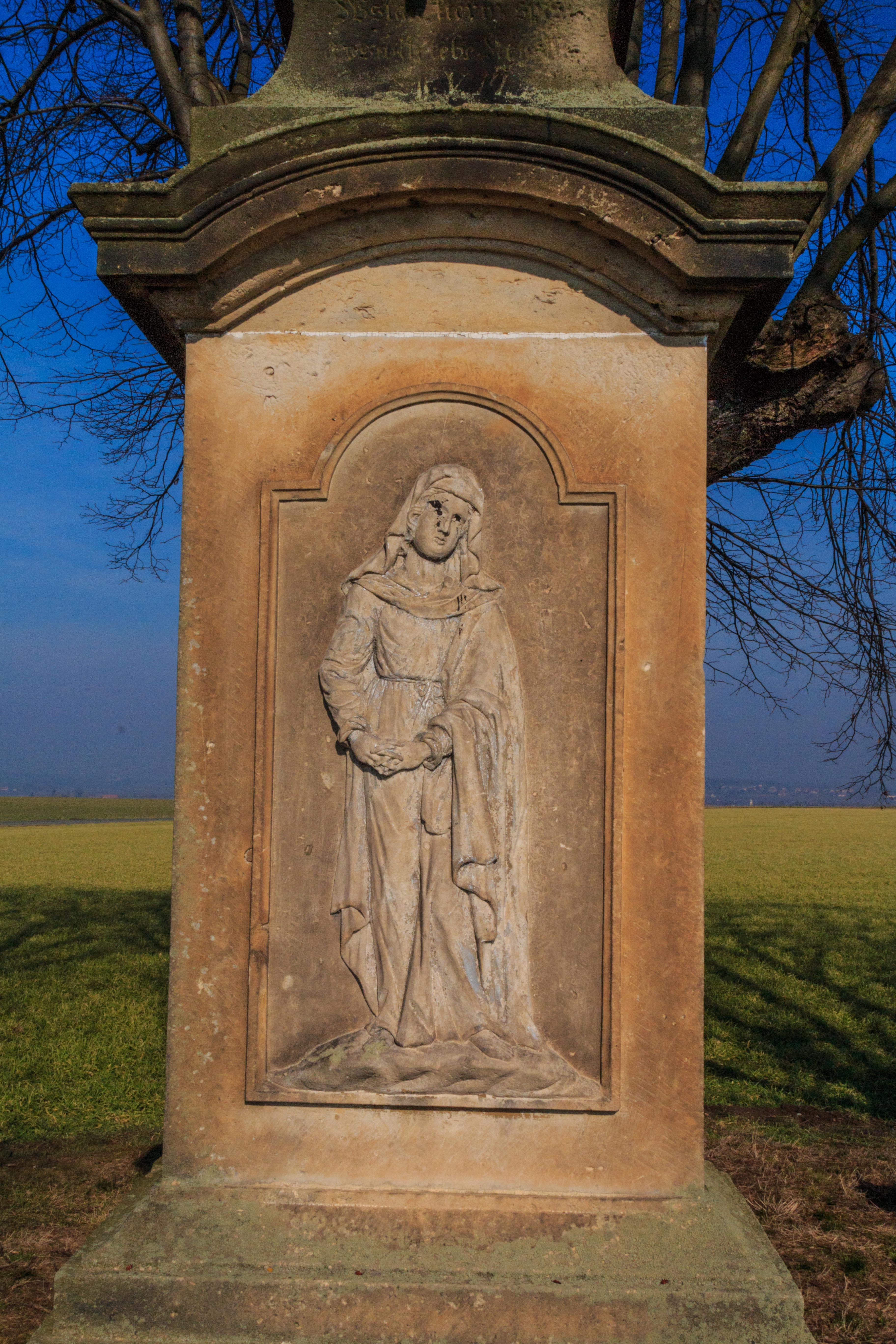
Kříž u vesnice Polizy
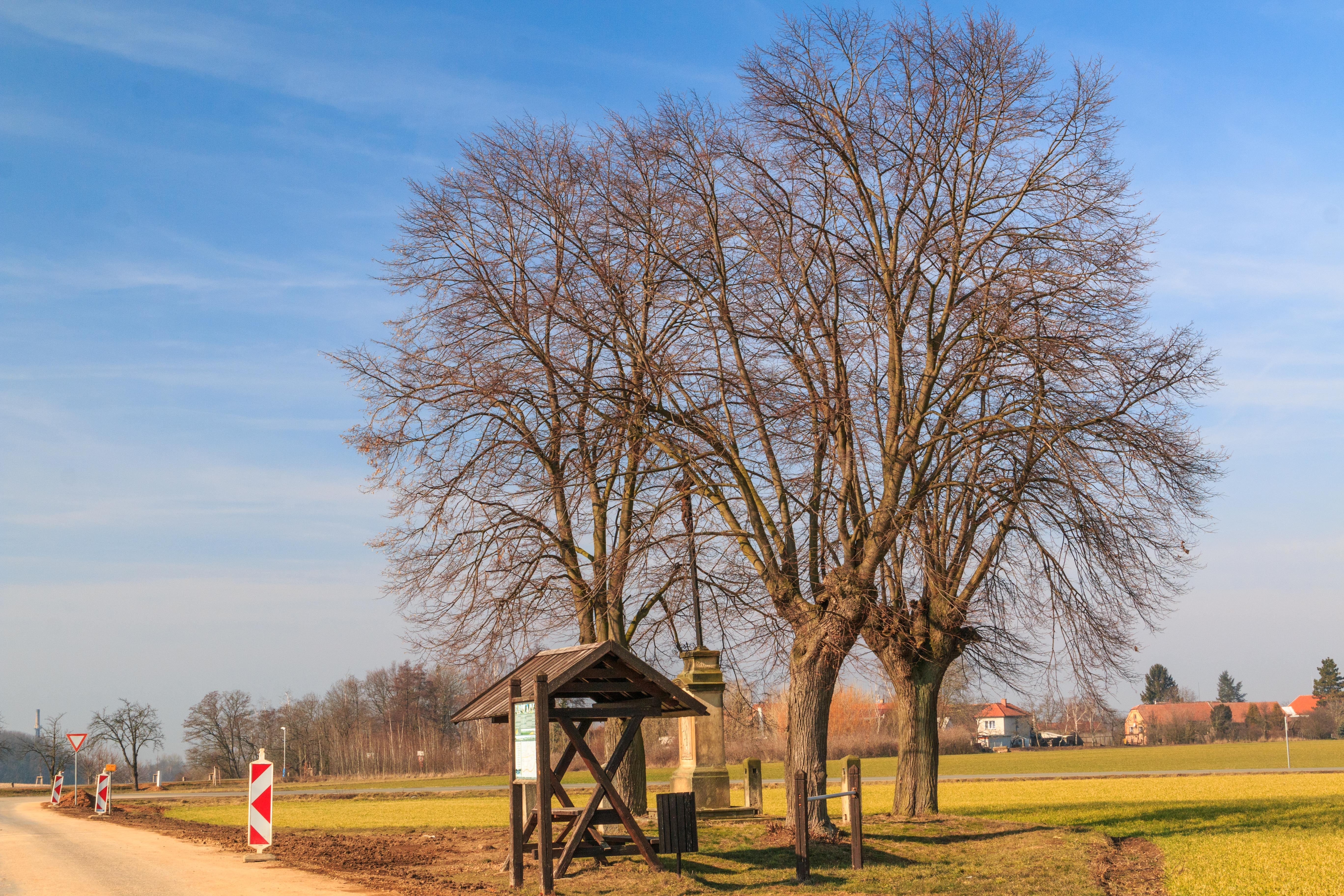
Kříž u vesnice Polizy